# Oliver von Ancona

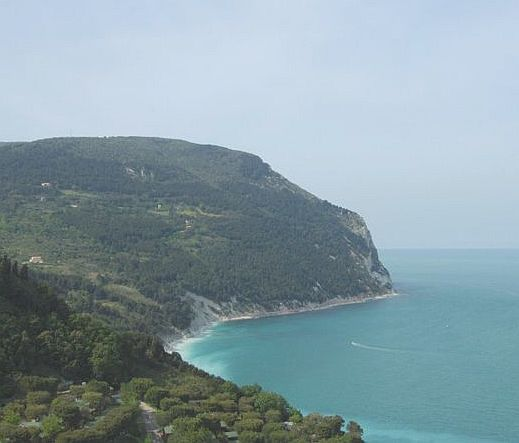
Monte Conero bei Ancona

Sankt Oliver von Ancona, auch Oliver von Portonuovo, Oliverius oder Liberius († ca. 1050), ist ein Heiliger der katholischen und orthodoxen Kirche. Sein Festtag ist am 3. Februar.
Er war ein Benediktinermönch aus Santa Maria di Portonuovo, einer Gemeinde am Fuße des Monte Conero, südlich von Ancona an der italienischen Adriaküste.
Es wird angenommen, dass er ursprünglich aus Armenien kam oder ein Kamaldulenser-Mönch aus Dalmatien war. Darüber hinaus ist über St. Oliver von Ancona und sein Leben praktisch nichts bekannt.
Ein weiterer Heiliger mit dem Namen Oliver ist Oliver Plunkett, ein irischer Bischof aus dem 17. Jahrhundert.